# Nuestra Señora del Rosario de Baruta
Nuestra Señora del Rosario de Baruta – miasto w Wenezueli, w stanie Miranda, siedziba gminy Baruta.
Według danych szacunkowych na rok 2011 liczyło 199 212 mieszkańców.